# 塞拉耶佛玫瑰
塞拉耶佛玫瑰（英語：Sarajevo Rose）是一種位於波士尼亞與赫塞哥維納首都塞拉耶佛的紀念碑，是由迫擊砲爆炸造成的混凝土傷疤，以填充紅色樹脂製成。在1990年代塞拉耶佛圍城戰役中，迫擊砲彈著地在混凝土上時，造成了一種獨特的碎片模式，看起來幾乎像花朵一樣排列，因此被命名為「玫瑰」，更被視為曾受到砲火攻擊，導致許多人喪生、受傷的「血跡」。
當前，整個城市大約有200個「玫瑰」，它們標記在至少有三人以上在圍城戰中被殺的地點。除了由薩拉熱窩省退伍軍人事務部門官方標記的「玫瑰」外，也有一些「玫瑰」是由市民自行標記或重新塗色的。

## 重建
由於這些紀念碑位於街道上，塞拉耶佛玫瑰在多年來曾受到了行人和車輛的破壞，因此為了保護這些紀念碑，官方進行了多次重建（分別於2012年、2015年和2018年）。2012年5月25日，退伍軍人事務部部長與承包商簽署了一項合同，在市中心重建12朵玫瑰，並計劃在每朵玫瑰旁邊放置一塊紀念遇難者的牌匾。
其中，位於馬爾卡萊市場的「薩拉熱窩玫瑰」因是第一次馬爾卡萊屠殺的發生地點而備受關注，該玫瑰曾經被覆蓋著玻璃，然而這種保護方式並不實用，因此計劃用一個高達3.2米的圓錐形裝置保護它，圓錐形裝置的頂部還配有LED燈光以提供照明。

## 外部連結
维基共享资源上的相關多媒體資源：塞拉耶佛玫瑰
- Sarajevo roses | War residue as a memorial （页面存档备份，存于）